# Listă de filme poloneze din anii 1980
Aceasta este o listă de filme poloneze din anii 1980.
| 1980                             |                        |                                           |                                    | |
| Constans                         | Krzysztof Zanussi      | Tadeusz Bradecki                          |                                    | A câștigat premiul special al juriului la Festivalul de Film de la Cannes din 1980                                                  |
| Dyrygent (Dirijorul)             | Andrzej Wajda          | John Gielgud, Andrzej Seweryn             |                                    | Seweryn a câștigat Ursul de Argint pentru cel mai bun actor la Festivalul de Film de la Berlin ediția a 30-a                        |
| 1981                             |                        |                                           |                                    | |
| Przypadek                        | Krzysztof Kieślowski   | Bogusław Linda                            |                                    | |
| Dreszcze                         | Wojciech Marczewski    |                                           |                                    | A câștigat Marele Premiu al Juriului la Festivalul de Film de la Berlin ediția a 32-a                                               |
| Gorączka                         | Agnieszka Holland      | Barbara Grabowska                         |                                    | Grabowska a câștigat Ursul de Argint pentru cea mai bună actriță la Festivalul de Film de la Berlin ediția a 32-a                   |
| Ręce do góry                     | Jerzy Skolimowski      |                                           |                                    | A fost prezentat la Festivalul de Film de la Cannes din 1981                                                                        |
| Człowiek z żelaza (Omul de fier) | Andrzej Wajda          |                                           |                                    | A câștigat Palme d'Or la Festivalul de Film de la Cannes din 1981                                                                   |
| 1982                             |                        |                                           |                                    | |
| Interogatoriul                   | Ryszard Bugajski       |                                           |                                    | A fost interzis timp de 8 ani. A intrat în concurs la Festivalul de Film de la Cannes din 1990                                      |
| Fucha                            | Jerzy Skolimowski      |                                           |                                    | A intrat în concurs la Festivalul de Film de la Cannes din 1982                                                                     |
| 1983                             |                        |                                           |                                    | |
| Austeria                         |                        |                                           | film istoric                       | |
| Danton                           | Andrzej Wajda          | Gérard Depardieu, Wojciech Pszoniak       | film biografic                     | Coproducție Franța-Polonia. Prezintă ultimele luni din viața lui Georges Danton. După o piesă de teatru de Stanislawa Przybyszewska |
| 1984                             |                        |                                           |                                    | |
| Rok spokojnego słońca            | Krzysztof Zanussi      |                                           | film istoric, romantic             | |
| Seksmisja (Sexmission)           | Juliusz Machulski      | Olgierd Lukaszewicz, Jerzy Stuhr          | film SF, de aventură, comedie      | |
| 1985                             |                        |                                           |                                    | |
|                                  |                        |                                           |                                    | |
| 1986                             |                        |                                           |                                    | |
| Przez dotyk                      | Magdalena Lazarkiewicz | Barbara Chojecka, Tadeusz Chudecki        |                                    | |
| 1987                             |                        |                                           |                                    | |
| Przypadek                        | Krzysztof Kieślowski   |                                           |                                    | Realizat în 1981, lansat în 1987. A fost prezentat la Festivalul de Film de la Cannes din 1987                                      |
| Kingsajz                         | Juliusz Machulski      | Jacek Chmielnik                           | film fantastic, comedie, film idol | |
| Matka Królów                     | Janusz Zaorski         |                                           |                                    | A câștigat Ursul de Argint la Festivalul de Film din Berlin, ediția a 38-a                                                          |
| Na srebrnym globie               | Andrzej Żuławski       |                                           | film SF                            | După un roman de Jerzy Żuławski. A fost prezentat la Festivalul de Film de la Cannes din 1988.                                      |
| 1988                             |                        |                                           |                                    | |
| Wieznia z Rio                    | Lech Majewski          | Steven Berkoff, Paul Freeman, Peter Firth | dramatic                           | Arhivat în 22 octombrie 2012, la Wayback Machine. Coproducție.                                                                      |
| Krótki film o zabijaniu          | Krzysztof Kieślowski   |                                           |                                    | A intrat în concurs la Festivalul de Film de la Cannes din 1988                                                                     |
| Krótki film o miłości            | Krzysztof Kieślowski   | Grażyna Szapołowska                       |                                    | |
| 1989                             |                        |                                           |                                    | |
| Ostatni prom                     | Waldemar Krzystek      | Krzysztof Kolberger                       | film dramatic                      | A fost prezentat la Festivalul de Film de la Cannes din 1990                                                                        |